# Fabian Hedlund
Fabian Hedlund, född 14 augusti 1993 i Stockholm, är en svensk skådespelare.
Han är utbildad på Teaterhögskolan i Stockholm 2019-2022.
Han har medverkat i tv-serierna Drottningarna och 112 Aina. 2025 har han medverkat i långfilmen Ett Ärligt Liv på Netflix.
Han har bland annat varit verksam på Turteatern, Kulturhuset Stadsteatern och Örebro Teater.

## Filmografi (i urval)
- 2013 - 112 Aina (TV-serie)
- 2019 - Drottningarna (TV-serie)
- 2025 - Ett Ärligt Liv

## Teater

### Roller (ej komplett)
| År   | Roll    | Produktion    | Regi              | Teater                   |
| ---- | ------- | ------------- | ----------------- | ------------------------ |
| 2022 | Darren  | Lycko-Ken     | Rosanne Berjawi   | Kulturhuset Stadsteatern |
| 2022 | Gregor  | Förvandlingen | Chantale Hannouch | Örebro Teater            |
| 2023 | Josef K | Processen     | Carl Knif         | Kulturhuset Stadsteatern |